# 華城站 (京畿道)
華城站（：／ Hwaseong yeok */?）曾为韩国铁路水骊线上的一个车站，位于京畿道水原市八达区，已于1972年废止。

## 历史
- 1930年12月1日：开始使用，车站名称是本水原站[1]。
- 1948年：改为现在名称。
- 1972年4月1日：停用本站[2]。